# Wat Saphan Hin

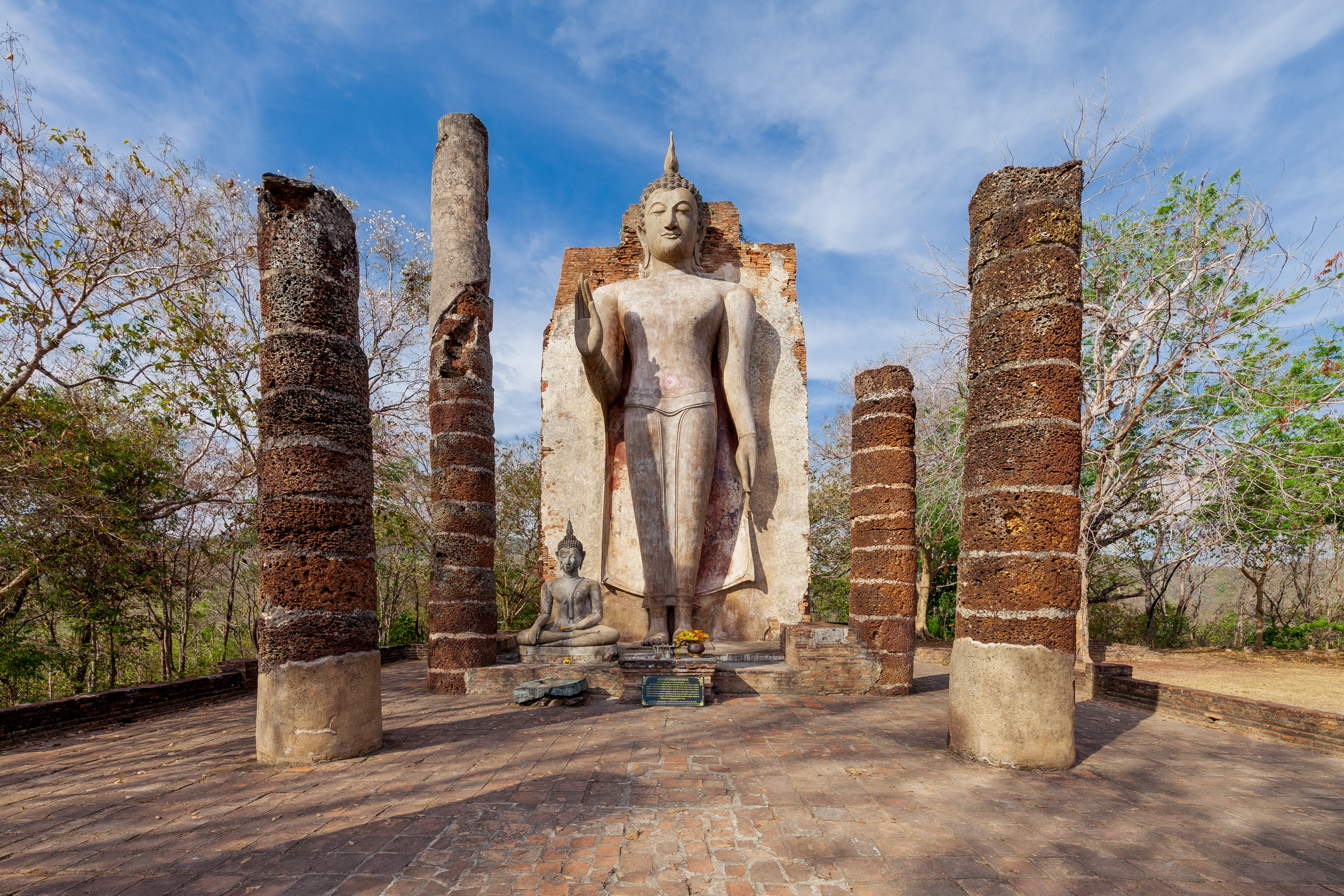
Phra Attharot im Wat Saphan Hin

Von der buddhistischen Tempelanlage Wat Saphan Hin (thailändisch วัดสะพานหิน – Kloster der Stein-Brücke; auch: Wat Taphan Hin, วัดตะพานหิน) ist nur noch die Ruine erhalten. Sie liegt in Sukhothai, Provinz Sukhothai in der Nordregion von Thailand.
In den verschiedenen Stein-Inschriften, die die Könige von Sukhothai hinterließen, wurde dieser Tempel auch „Wat Aranyik“ genannt. Der heutige Wat Aranyik und Wat Saphan Hin – beide liegen nur ungefähr 500 Meter voneinander entfernt – waren möglicherweise ursprünglich ein einziger Tempel.

## Lage
Der Wat Saphan Hin ist Teil des Geschichtsparks Sukhothai, er liegt in bewaldeten Hügeln etwa zwei Kilometer (Luftlinie) nordwestlich des O-Stadttores (ประตูอ้อ – Pratu O) außerhalb der Alten Stadt (Mueang Kao – เมืองเก่า) von Sukhothai.

## Allgemeines
Die buddhistischen Theravada-Mönche (Bhikkhus) jener Zeit lassen sich anhand ihrer Lebensweise in zwei Gruppen einteilen.
Die eine Gruppe bevorzugte es, die Lehren des Buddha, die Tipitaka zu studieren. Für sie war es zweckmäßig, in den Klöstern innerhalb der Stadt zu leben. Sie wurden darum „Stadtmönche“ (Kamawasi, พระสงฆ์คามวาสี) genannt.
Die andere Gruppe bevorzugte es, sich in Achtsamkeit zu üben und zu meditieren. Sie lebten oft in Klöstern außerhalb der Städte in ruhigen Waldgebieten (Aran – อรัญญ์) und wurden daher „Waldmönche“ (Aranyawasi – พระสงฆ์อรัญญวาสี) genannt. Sie waren die Vorbilder der späteren thailändischen Waldtradition. Da die Hügel westlich der Alten Stadt von einem lichten Wald bestanden waren, lebten hier die Waldmönche in etwa einem Dutzend, auf den Hügeln verstreuten liegenden Tempeln.

## Geschichte
Es war das Privileg des Königs, das Oberhaupt des Sukhothai-Sangha, den Patriarchen oder Saṅgharāja (สังฆราช), selbst zu ernennen. Im Gegenzug unterstützte der König den Sangha politisch und ökonomisch.
König Ramkhamhaeng wählte als Saṅgharāja keinen aus den nahen Mon- oder Khmer-Gemeinschaften, sondern einen gelehrten Mönch (Mahathera, มหาเถระ), möglicherweise einen Tai, aus dem weit entfernten Nakhon Si Thammarat im Süden des heutigen Thailand. In der Stein-Inschrift I. von König Ramkhamhaeng wird erwähnt, dass der König einen Waldtempel, den heutigen Wat Saphan Hin, bauen ließ, in dem der Saṅgharāja residierte. Er stattete ihn mit einer Versammlungshalle (Wihan) aus, die in der Stein-Inschrift als „groß, erhaben und wunderschön“ beschrieben wurde. Was die Versammlungshalle weiterhin besonders erhaben machte, war eine große, stehende Buddha-Statue eines „Phra Attharot“ (Attharasa: Pali für achtzehn; die Statue ist achtzehn Ellen groß, das entspricht etwa 8,3 Meter). König Ramkhamhaeng war wohl der Meinung, dass die Figur 18 Ellen groß ist, in Wahrheit hat sie eine Höhe von etwa 12,5 Metern.
Es wird weiterhin erwähnt, dass der König an den Uposatha-Tagen zum Wat Saphan Hin auf Elefanten geritten kam, um „Verdienste (Meriten) zu erwerben“ (Thai ทำบุญ, Tam bun).

## Sehenswürdigkeiten
Ein „geplasterter“ Weg, bestehend aus großen Schiefer-Platten, führt den Hügel hinauf zum Tempel. Er führt zunächst vorbei an einem kleinen Chedi in der Form einer für Sukhothai typischen Lotosknospe.
Die große Buddha-Statue eines „Phra Attharot“ mit der Geste Schlichtung des Streits der Angehörigen („Abhayamudra“) blickt über den Geschichtspark Sukhothai.
Eine weitere große Buddha-Statue wurde Mitte des 20. Jahrhunderts hier gefunden. Sie weist Merkmale des Dvaravati-Stils auf, wahrscheinlicher aber ist, dass sie im 8. Jahrhundert im Reich von Srivijaya gefertigt wurde, und hier von Ramkhamhaeng zu Ehren des Saṅgharāja aufgestellt wurde. Der Statue fehlt heute die obere Körperhälfte, sie steht im Ramkhamhaeng-Nationalmuseum.

### Eindrücke aus dem Wat Saphan Hin

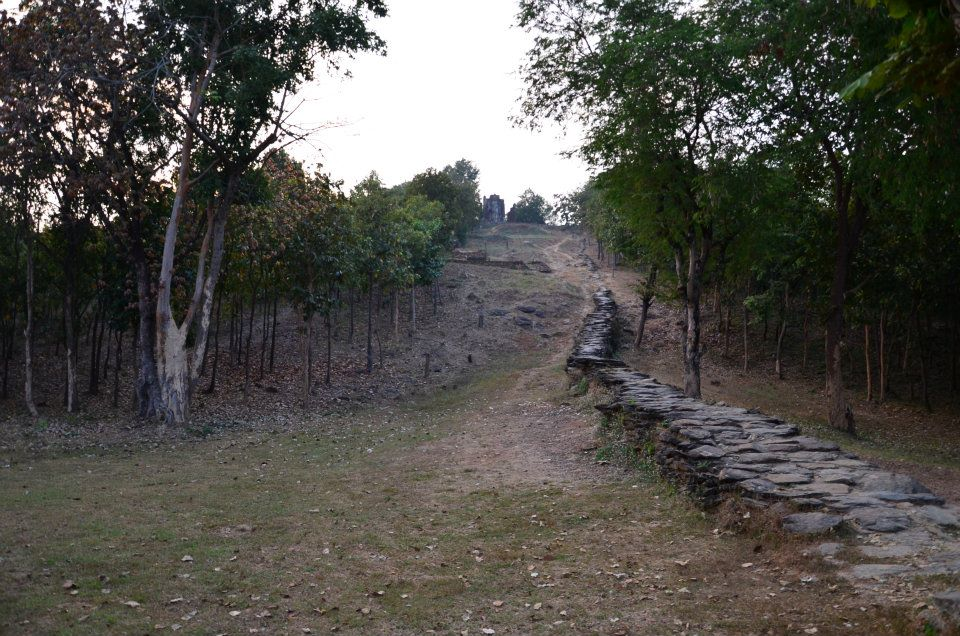
Der lange Weg zum Wat Saphan Hin
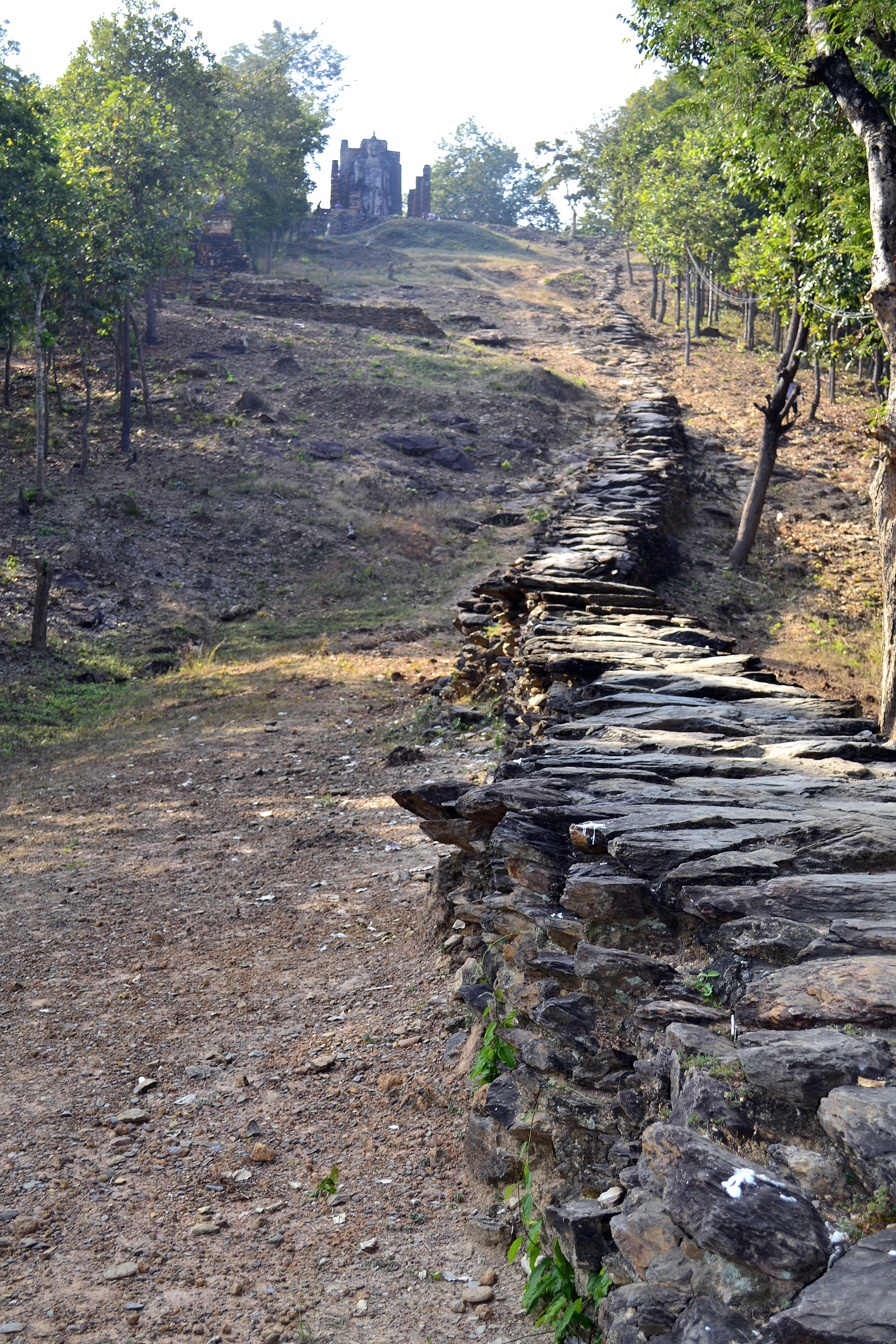
Wat Saphan Hin, im Hintergrund Phra Attharot
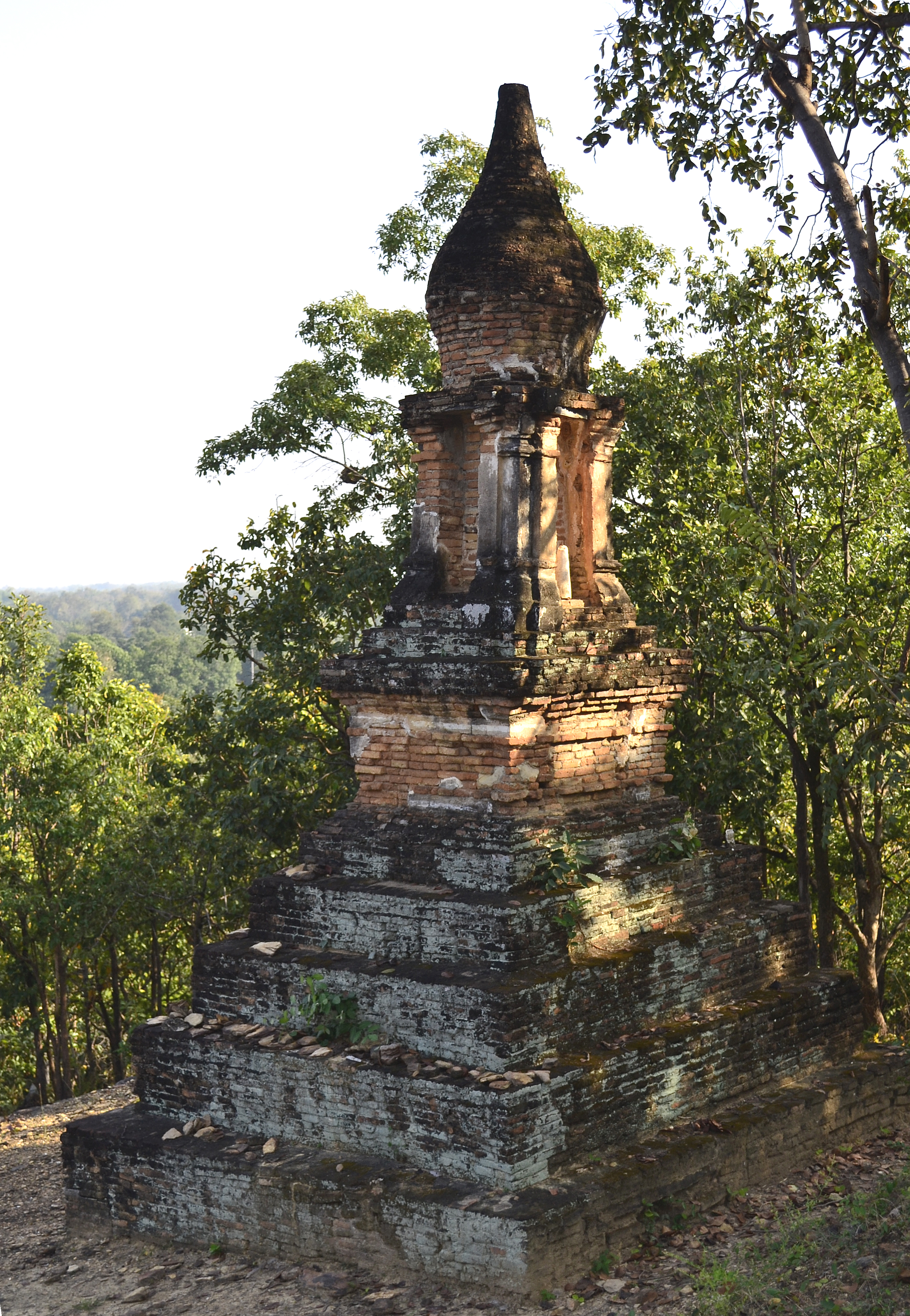
Lotosknospen-Chedi am Weg den Hügel hinauf
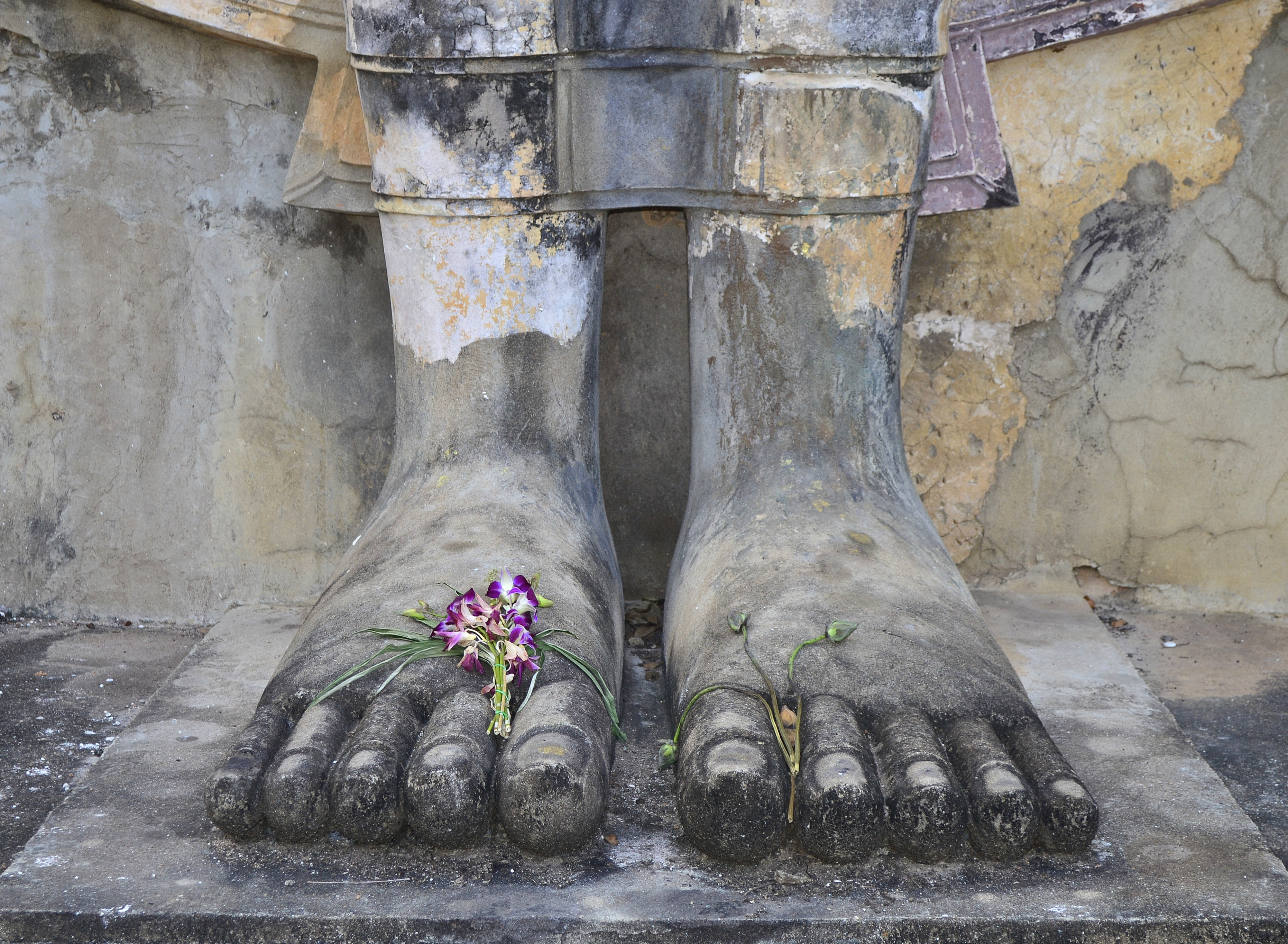
Wat Saphan Hin, zu Füßen des Phra Attharot
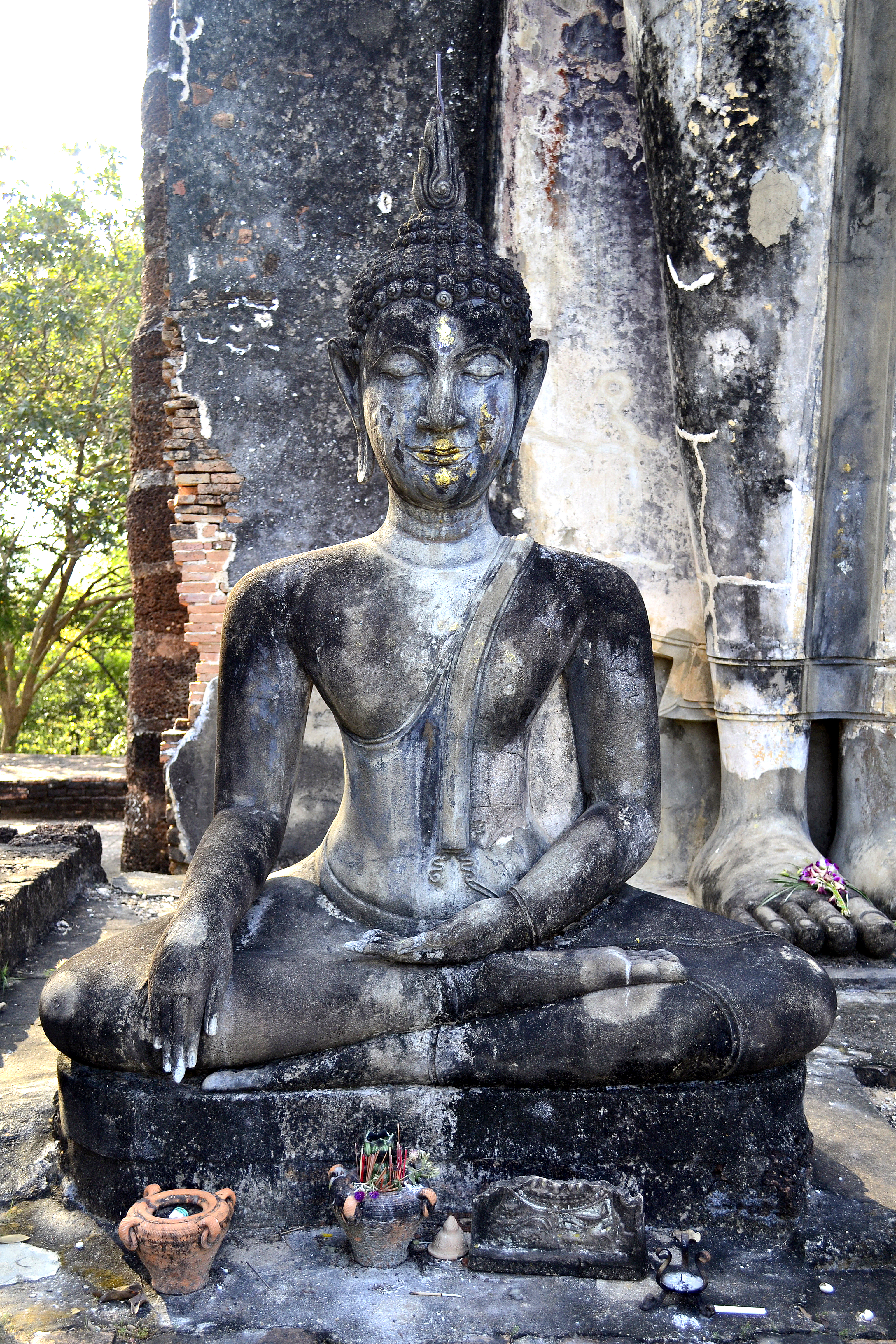
Statue eines Sukhothai-Buddhas vor Phra Attharot
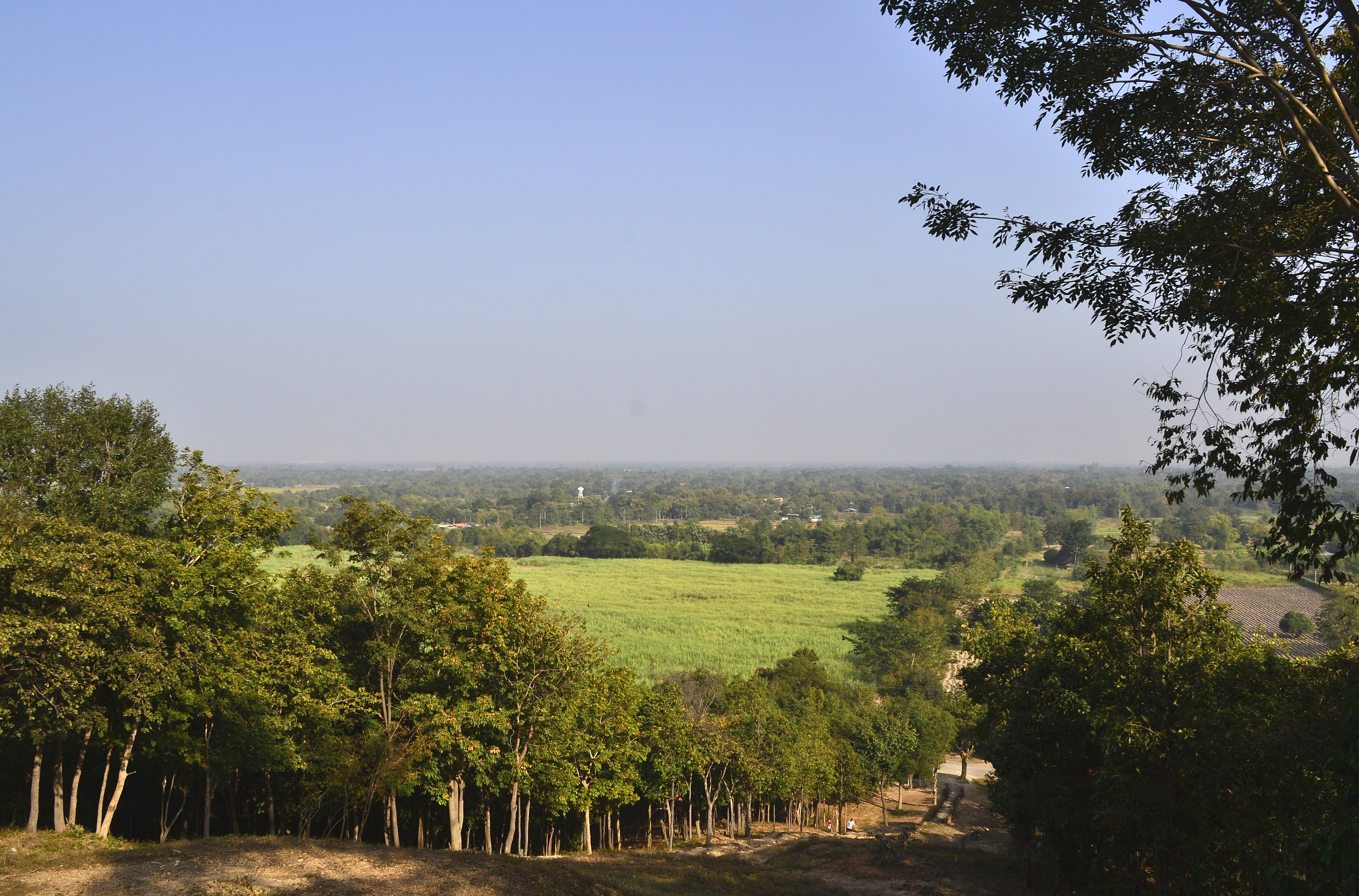
Blick auf Alt-Sukhothai vom Wat Sahan Hin aus